# Irena Więckowska
Irena Więckowska, née le 17 février 1982 à Gdańsk, est une escrimeuse polonaise, pratiquant le sabre.

## Palmarès

### Championnats d'Europe
- 2008 à Kiev,  Ukraine
  -  Médaille d'or en sabre par équipe
- 2006 à Izmir,  Turquie
  -  Médaille d'argent en sabre par équipe
- 2001 à Coblence,  Allemagne
  -  Médaille de bronze en sabre par équipe